# Mehdi Boudar
 (décembre 2018).
Si vous disposez d'ouvrages ou d'articles de référence ou si vous connaissez des sites web de qualité traitant du thème abordé ici, merci de compléter l'article en donnant les références utiles à sa vérifiabilité et en les liant à la section « Notes et références ».
Mehdi Boudar est un footballeur international algérien né le 2 mars 1980 à Annaba. Il évoluait au poste de milieu de terrain.
Il compte une sélection en équipe nationale A' en 2008.

## Biographie
Il évolue en Division 1 avec les clubs de l'USM Annaba, de la JSM Béjaïa, et de l'AS Khroub.
Le 16 avril 2008, Mehdi Boudar est convoqué en équipe d'Algérie A' pour un match de qualification du championnat d'Afrique des nations 2009 contre le Maroc A'. Il fait ses débuts internationaux en tant que remplaçant, à la 86e minute du match retour à Fès.

## Palmarès

### En club
- Vice-champion d'Algérie en 2011 avec la JSM Béjaïa.
- Accession en Ligue 1 en 2007 avec l'USM Annaba.